# Macula (Dermatologie)
Macula (lateinisch macula ‚Fleck‘, ‚Mal‘) bezeichnet im Zusammenhang mit der Haut einen umschriebenen Fleck infolge einer Änderung des Pigmentgehaltes, der Durchblutung oder durch Blutaustritt.
Diese Veränderungen gehen nicht mit einer Konsistenzzunahme oder einer Niveauänderung einher. In der englischsprachigen Fachliteratur wird zwischen Macula, deren Durchmesser ca. 1 cm beträgt, und größeren Veränderungen, die als patch oder „Erythem“ bezeichnet werden, unterschieden.
Pigmentationsveränderungen:
- Hyperpigmentierung
- Hypopigmentierung

Veränderte Gefäßfüllung:
- Erythem
- Roseolen
- Naevus anaemicus

Blutaustritt ins Gewebe:
- Purpura (Petechien, Ekchymose oder Sugillation)
- Hämatom